# Парсонс, Чарлз (философ)
Чарлз Парсонс (англ. Charles Dacre Parsons, 13 апреля 1933, Кембридж, Массачусетс — 19 апреля 2024, Кембридж, Массачусетс) — американский философ, наиболее известен своими работами в области философии математики и изучением философии Иммануила Канта. Он был почётным профессором Гарвардского университета.

## Жизнь и карьера
Чарльз Дэйкр Парсонс родился 13 апреля 1933 года и был сыном гарвардского социолога Толкотта Парсонса. Он получил докторскую степень по философии в Гарвардском университете в 1961 году под руководством Бертона Дребена и Уилларда Ван Ормана Куайна. Он много лет преподавал в Колумбийском университете, а затем в 1989 году перешёл в Гарвардский университет. Он вышел на пенсию в 2005 году с должности профессора философии Эдгара Пирса, эту должность ранее занимал Куайн.
Парсонс был избранным членом Американской академии искусств и наук и Норвежской академии наук и литературы.
Среди его докторантов были Майкл Левин, Джеймс Хиггинботэм, Питер Ладлоу, Гила Шер и Эйстейн Линнебо.
В 2017 году Парсонс прочитал лекцию Гёделя на тему «Гёдель и Вселенная множеств».
Парсонс умер в Кембридже, штат Массачусетс, 19 апреля 2024 года в возрасте 91 года.

## Философские труды
Помимо своей работы в области логики и философии математики, Парсонс вместе с Соломоном Феферманом и другими был редактором посмертных работ Курта Гёделя. Он также писал об исторических личностях, особенно об Иммануиле Канте, Готлобе Фреге, Курте Гёделе, и Уилларде Ван Ормане Куайне.

## Избранные публикации

### Книги
- 1983. Mathematics in Philosophy: Selected Essays.  Ithaca, N.Y.:  Cornell Univ. Press.
- 2008. Mathematical Thought and its Objects.  Cambridge Univ. Press.
- 2012. From Kant to Husserl: Selected Essays.  Cambridge, Massachusetts, and London:  Harvard Univ. Press.
- 2014a. Philosophy of Mathematics in the Twentieth Century:  Selected Essays.  Cambridge, Massachusetts, and London:  Harvard Univ. Press.

### Статьи
- 1987. "Developing Arithmetic in Set Theory without infinity: Some Historical Remarks". History and Philosophy of Logic, vol. 8, pp. 201–213.
- 1990a. "The Uniqueness of the Natural Numbers". Iyyun[англ.], vol. 39, pp. 13–44. ISSN 0021-3306.
- 1990b. "The Structuralist View of Mathematical Objects". Synthese[англ.], vol. 84 (3), pp. 303–346.
- 2014b. "Analyticity for Realists". In Interpreting Gödel: Critical Essays, ed. J. Kennedy. Cambridge University Press, pp. 131–150.